# Сачки (Бердянский район)
Сачки (укр. Сачки) — село,
Берестовский сельский совет,
Бердянский район,
Запорожская область,
Украина.
Код КОАТУУ — 2320681003. Население по переписи 2001 года составляло 31 человек.

## Географическое положение
Село Сачки находится на правом берегу реки Берда,
ниже по течению на расстоянии в 4 км расположено село Долбино,
на противоположном берегу — село Луговое (Донецкая область).

## История
- 1806 — дата основания.